# Meftodie Marinache
Meftodie Marinache (n. 1913, județul Neamț – d. 25 iulie 1977, Mănăstirea Slătioara) a fost un cleric ortodox român de stil vechi, care a îndeplinit demnitatea de episcop-vicar al Bisericii Ortodoxe de Stil Vechi din România (1956-1977).

## Biografie
Meftodie Marinache s-a născut în anul 1913 într-un sat din județul Neamț. În anul 1932, împreună cu fratele său (viitorul arhimandrit Nifon Marinache, născut în 1916) au plecat din București, casa părinților săi aflându-se la o distanță de 300 metri de fabrica de avioane, și au intrat ca frați la Schitul din Călărași (județul Ialomița), devenind ucenici ai prea cuviosului părinte arhimandrit Gherontie Ionescu, fost arhimandrit de scaun la Episcopia Tomisului.
Părintele Gherontie trăise în Sfântul Munte Athos, dar după anul 1924, nefiind de acord cu introducerea calendarului gregorian în uzul bisericesc, se retrăsese la acest schit, împreună cu câțiva călugări. În zonă mai exista o biserică pe stil vechi, în localitatea Tămădău. La acest schit, PC Gherontie aplica tipicul athonit, cu cea mai mare severitate. Fratele Meftodie a trecut la Biserica Ortodoxă Română de Stil Vechi din România, fiind tuns în monahism. Schitul a fost desființat în anul 1936.
După cel de-al doilea război mondial, în anul 1945, cei doi frați au construit o casă în pădure în Munții Vrancei, la o distanță de 30 kilometri de orașul Panciu (județul Vrancea), lor adăugându-se ulterior un bătrân și doi tineri  . În anul 1950, fiind prigoniți de către organele locale de miliție care căutau arme și îi acuzau că sunt contra regimului comunist, au plecat la Mănăstirea Slătioara, unde au fost primiți de către părintele ieromonah Glicherie Tănase.
În noaptea de 14-15 februarie 1952 organele de Securitate din județele Suceava, Neamț, Bacău și Vrancea au organizat o acțiune simultană de arestare a preoților, călugărilor și persoanelor mai influente din conducerea Bisericii Ortodoxe de stil vechi. Sediul cultului din orașul Târgu Neamț a fost devastat, arhiva și însemnele legale de persoană juridică au fost ridicate și confiscate, fără a se întocmi vreun act legal.
Părintele Sebastian Drugă din Mănăstirea Slătioara, martor ocular la descinderea din noaptea respectivă, a relatat: "Pe la orele 24.00, au intrat în curtea mânăstirii 7 autocamioane cu ofițeri și militari din trupele de securitate. Dispozitivul de încercuire a mânăstirii a fost realizat înainte de a intra camioanele în incintă. Au tăiat frânghiile de la clopote pentru a nu fi alarmați cetățenii din Slătioara. Au adunat toată obștea în arhondaric și au strigat de pe un tabel 11 persoane care au fost arestate printre care Părintele Glicherie, Dionisie Hugeanu, Nifon Marinache, David Bidașcu, starețul mânăstirii, Meftodie Marinache și Alexandru Antoniu. Au fost învinuiți de sabotaj și de instigare a țăranilor să nu dea cotele impuse de stat”.
În acea noapte au mai fost arestați părintele Teofan de la parohia din Bogdănești, secretarul cultului Silvestru Onofrei (viitor mitropolit) de la Tg. Neamț și preoții Gheorghe Nichita și Nicolae Onofrei din Rădășeni. Persoanele mai vârstnice au fost deportate în localitatea Rubla din Bărăgan, iar cei mai tineri au fost duși la Canalul Dunăre-Marea Neagră, care se construia cu deținuți. Din acest loc au decedat în detenție părintele Teofan și alt ieromonah, Ghedeon. Părintele arhimandrit Nifon Marinache, astăzi octogenar, care a făcut parte din acest lot de arestați, a spus că a fost deținut 2 ani de zile fără să fie judecat și a fost dus la coloniile de muncă de la Canal, Capul Midia și Poarta Albă. În aceste colonii erau formate detașamente de muncă din deținuți politici și câteva sute de preoți ortodocși de stil nou și vechi, de asemenea romano-catolici și greco-catolici. Majoritatea erau deținuți în baza unui ordin al Ministerului de Interne, fără să fie judecați și condamnați de vreo instanță de judecată.

## Episcop al Bisericii Ortodoxe de Stil Vechi din România

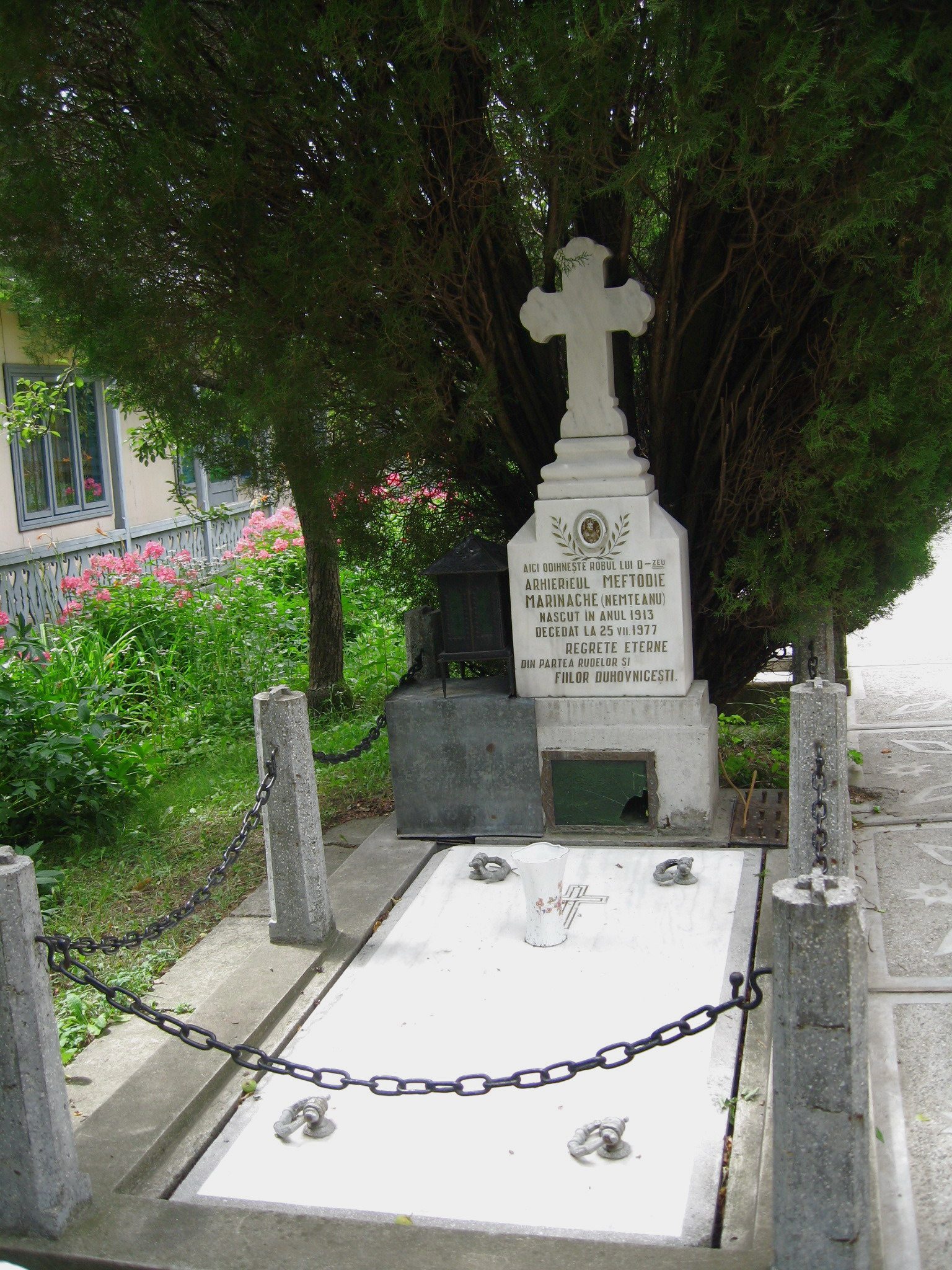
Mormântul episcopului Meftodie Marinache de la Mănăstirea Slătioara

În anul 1956, văzând că nu reușește să ia legătura cu un episcop din afara României, fiind în permanență supravegheat, în urma încercărilor nereușite de a convinge vreun episcop din Sinodul Patriarhiei Române să adere la mișcarea de rezistență, Mitropolitul Galaction Cordun a luat decizia de a hirotoni singur un episcop.
Astfel, la Mănăstirea de stil vechi din Copăceni, IPS Galaction l-a hirotonit întru arhiereu pe Arhimandritul Evloghie Oța († 1979) și, împreună cu acesta, hirotonește întru arhiereu pe părintele Meftodie Marinache († 1977). Ulterior, a fost hirotonit întru arhiereu la 17/30 noiembrie 1956 și părintele Glicherie Tănase, la acea vreme închis. După aceasta, Mitropolitul Galaction a mai trăit doar câteva luni, sănătatea lui fiind puternic zdruncinată de perioada de detenție și prigoană prin care trecuse de când devenise conducătorul Bisericii, pe scaunul mitropolitan urmându-i PS Glicherie.
A purtat titulatura de Episcopul-vicar Meftodie Marinache Nemțeanul al Bisericii Ortodoxe de Stil Vechi din România. Episcopul Meftodie Marinache a trecut la cele veșnice la data de 25 iulie 1977, fiind înmormântat în curtea Mănăstirii Slătioara (județul Suceava), lângă biserică.